# Miniopterus australis
Miniopterus australis är en fladdermusart som beskrevs av Robert Fisher Tomes 1858. Miniopterus australis ingår i släktet Miniopterus och familjen läderlappar. IUCN kategoriserar arten globalt som livskraftig. Inga underarter finns listade i Catalogue of Life. Wilson & Reeder (2005) skiljer mellan tre underarter.
Denna fladdermus blir 43 till 48 mm lång (huvud och bål), har en lika lång svans och väger 7 till 8 g. Dräktiga honor är vanligen 2 eller 3 g tyngre. Hos arten finns två färgvarianter beroende på årstid. Den första varianten är svartbrun och efter pälsbytet är fladdermusen rödbrun liksom ett rådjur. Miniopterus australis har 36 till 40 mm långa underarmar.
Arten huvudsakliga utbredningsområde sträcker sig från Borneo, Java och Filippinerna över andra sydostasiatiska öar, Nya Guinea och östra Australien till Nya Kaledonien och Vanuatu. En avskild population hittas på nordvästra Sumatra. Miniopterus australis lever i låglandet och i bergstrakter upp till 1500 meter över havet. Habitatet utgörs av regnskogar, träskmarker och mera torra skogar med hårdbladsväxter.
Individerna vilar i grottor, tunnlar och ibland i trädens håligheter. De bildar där kolonier. Arten jagar flygande insekter över trädens kronor eller över öppna landskap som jordbruksmark. Honor är cirka 4,5 veckor dräktiga och föder en unge per kull.
I Australiens tempererade områden intar arten under den kalla årstiden ibland ett stelt tillstånd (torpor). Den stannar i ett område som cirka har en diameter av 60 km kring boet. Parningen sker på södra jordklotet under vintern (juni, juli). Sedan lämnar de flesta hannar kolonin och bara ett fåtal hannar finns kvar när ungarna föds. Enligt en studie från en annan region sker parningen i augusti och september. Ungen blir könsmogen efter cirka 21 månader. Den äldsta kända individen levde 5,5 år.
Miniopterus australis jagas av ugglor och av större fladdermöss som Macroderma gigas. Vid viloplatsen faller den även offer för ormar och för den introducerade rödräven.